# Jerzy Podmokły
Jerzy Podmokły (ur. 1 kwietnia 1960 w Myślenicach) – polski prawnik i samorządowiec, w 1998 wicewojewoda pilski.

## Życiorys
Ukończył studia na Wydziale Nawigacyjnym Wyższej Szkoły Morskiej w Gdyni, następnie zaś na Wydziale Prawa Uniwersytetu Gdańskiego. Uzyskał uprawnienia radcy prawnego, prowadząc własną kancelarię w Złotowie.
Działał w Unii Wolności, był członkiem rady krajowej tego ugrupowania. Z ramienia UW od stycznia do grudnia 1998 zajmował stanowisko ostatniego w historii wicewojewody pilskiego, przez ostatnie dwa tygodnie tegoż roku pełnił obowiązki wojewody pilskiego (na mocy decyzji premiera zastępując Ireneusza Michalaka). Bez powodzenia ubiegał się o mandat senatorski w wyborach w 1997 oraz o mandat poselski w wyborach w 2001.
Po odejściu z Unii Wolności przystąpił do Prawa i Sprawiedliwości i z jego listy w 2006 i 2010 uzyskiwał mandat radnego powiatu złotowskiego. W 2007 i w 2011 bez powodzenia kandydował do Sejmu z ramienia PiS. Później tworzył struktury Solidarnej Polski w okręgu pilskim, zasiadał też w radzie głównej tej partii. W 2015 jako jej przedstawiciel ponownie wystartował bezskutecznie do Sejmu z listy PiS. W 2019 zrezygnował z członkostwa w Solidarnej Polsce. W 2024 kolejny raz wybrany do rady powiatu.

## Życie prywatne
Żonaty, ma córkę i syna.